# Cyphosaccus chacei
Cyphosaccus chacei är en kräftdjursart som beskrevs av Reinhard 1958. Cyphosaccus chacei ingår i släktet Cyphosaccus och familjen Peltogastridae. Inga underarter finns listade i Catalogue of Life.